# Totalsträckskryptering
Totalsträckskryptering, på engelska End-to-end encryption, är en benämning på krypterad kommunikation där bara avsändaren och den slutliga mottagaren av ett krypterat meddelande kan läsa detta i klartext. Även kallat fullsträckskryptering, helsträckskryptering, helvägskryptering, eller ändpunktskryptering.
Totalsträckskryptering innebär att inga andra än avsändaren och den slutliga mottagaren har tillgång till den kryptografiska nyckel som behövs för att dekryptera meddelandet. Meddelandet är krypterat med denna nyckel hela vägen från avsändare till mottagare.